# Taeniophyllum neopommeranicum
Taeniophyllum neopommeranicum är en orkidéart som beskrevs av Rudolf Schlechter. Taeniophyllum neopommeranicum ingår i släktet Taeniophyllum och familjen orkidéer. Inga underarter finns listade i Catalogue of Life.